# Eccellenza Sicilia 2003-2004
Il campionato italiano di calcio di Eccellenza regionale 2003-2004 è stato il tredicesimo organizzato in Italia. Rappresenta il sesto livello del calcio italiano.
Questi sono i gironi organizzati dal comitato regionale della Sicilia.
Il Mascalucia acquisisce il titolo dal neopromosso Nicolosi.

## Girone A
| Club                               | Città                      | Stagione 2002-2003       |
| ---------------------------------- | -------------------------- | ------------------------ |
| Akragas Calcio                     | Agrigento                  | 12° in Eccellenza gir. A |
| A.S.C. Alcamo                      | Alcamo (TP)                | 2° in Eccellenza gir. A  |
| A.S.D. Campobello                  | Campobello di Mazara (TP)  | 9° in Eccellenza gir. A  |
| S.C. Cephaledium                   | Cefalù (PA)                | 15° in Eccellenza gir. A |
| S.C. Folgore 2000                  | Castelvetrano (TP)         | 7° in Eccellenza gir. A  |
| A.C. Licata                        | Licata (AG)                | 8° in Eccellenza gir. A  |
| G.S. Mazara 1946                   | Mazara del Vallo (TP)      | 3° in Eccellenza gir. A  |
| F.C. Nissa                         | Caltanissetta              | 5° in Eccellenza gir. B  |
| A.S. Panormus Cinisi               | Cinisi (PA)                | 14° in Eccellenza gir. A |
| F.C. Raffadali                     | Raffadali (AG)             | 6° in Eccellenza gir. A  |
| U.S. Salemi                        | Salemi (TP)                | 4° in Eccellenza gir. A  |
| A.S. Sancataldese Calcio           | San Cataldo (CL)           | 5° in Eccellenza gir. A  |
| Pol. Spar Calcio                   | San Giovanni la Punta (CT) | 4° in Promozione gir. C  |
| G.S. Ten. Titi Consiglio Terrasini | Terrasini (PA)             | 1° in Promozione gir. A  |
| Pol. Termitana Cascino             | Termini Imerese (PA)       | 13° in Eccellenza gir. A |
| A.S. Trinacria Gela                | Gela (CL)                  | 1° in Promozione gir. D  |

### Classifica
|  | Pos. | Squadra               | Pt | G  | V  | N  | P  | GF | GS | DR  |
|  | ---- | --------------------- | -- | -- | -- | -- | -- | -- | -- | --- |
|  | 1.   | Folgore Castelvetrano | 66 | 30 | 20 | 6  | 4  | 59 | 31 | +28 |
|  | 2.   | Akragas               | 60 | 30 | 19 | 3  | 8  | 68 | 35 | +33 |
|  | 3.   | Alcamo                | 58 | 30 | 17 | 7  | 6  | 52 | 20 | +32 |
|  | 4.   | Salemi                | 54 | 30 | 16 | 6  | 8  | 49 | 29 | +20 |
|  | 5.   | Nissa                 | 53 | 30 | 15 | 8  | 7  | 47 | 29 | +18 |
|  | 6.   | Raffadali             | 52 | 30 | 16 | 4  | 10 | 50 | 30 | +20 |
|  | 7.   | Campobello            | 50 | 30 | 13 | 11 | 6  | 63 | 34 | +29 |
|  | 8.   | Spar                  | 43 | 30 | 13 | 4  | 13 | 54 | 58 | -4  |
|  | 9.   | Sancataldese          | 42 | 30 | 12 | 6  | 12 | 39 | 40 | -1  |
|  | 10.  | Trinacria Gela        | 41 | 30 | 11 | 8  | 11 | 49 | 41 | +8  |
|  | 11.  | Termitana Cascino     | 37 | 30 | 10 | 7  | 13 | 29 | 39 | -10 |
|  | 12.  | Licata                | 35 | 30 | 10 | 5  | 15 | 34 | 54 | -20 |
|  | 13.  | Mazara                | 31 | 30 | 8  | 7  | 15 | 33 | 46 | -13 |
|  | 14.  | Cephaledium           | 29 | 30 | 8  | 5  | 17 | 32 | 48 | -16 |
|  | 15.  | Panormus Cinisi       | 13 | 30 | 4  | 3  | 23 | 28 | 85 | -57 |
|  | 16.  | Ten. T.C. Terrasini   | 7  | 30 | 2  | 2  | 26 | 23 | 90 | -67 |

Legenda:

      Folgore Castelvetrano promosso in Serie D 2004-2005.

      Alcamo promosso in Serie D 2004-2005 dopo play-off nazionali.

      Mazara retrocesso in Promozione 2004-2005 dopo play-out.

      Panormus Cinisi e Ten. T.C. Terrasini retrocessi in Promozione 2004-2005.

#### Play-off
Semifinali
| Squadra 1 | Risultato | Squadra 2 |
| --------- | --------- | --------- |
| Akragas   | 2 - 2     | Nissa     |
| Alcamo    | 1 - 1     | Salemi    |

Finale
| Squadra 1 | Risultato | Squadra 2 |
| --------- | --------- | --------- |
| Alcamo    | 2 - 1     | Akragas   |

#### Play-out
| Squadra 1         | Risultato | Squadra 2   |
| ----------------- | --------- | ----------- |
| Termitana Cascino | 1 - 0     | Cephaledium |
| Licata            | 1 - 0     | Mazara      |

## Girone B

### Squadre partecipanti
| Club                  | Città                            | Stagione 2002-2003       |
| --------------------- | -------------------------------- | ------------------------ |
| A.C.R. Acicatena      | Aci Catena (CT)                  | 10° in Eccellenza gir. B |
| Pol. Aci Sant'Antonio | Aci Sant'Antonio (CT)            | 13° in Eccellenza gir. B |
| C.C. Belpasso         | Belpasso (CT)                    | 18° in Serie D gir. I    |
| U.S. Camaro           | Camaro (quartiere di Messina)    | 1° in Promozione gir. B  |
| A.S. Canicattini      | Canicattini Bagni (SR)           | 8° in Eccellenza gir. B  |
| Pol. Comiso           | Comiso (RG)                      | 3° in Eccellenza gir. B  |
| S.S. Due Torri        | Gliaca, frazione di Piraino (ME) | 12° in Eccellenza gir. B |
| A.P. Giarratana       | Giarratana (RG)                  | 2° in Promozione gir. D  |
| A.S. Giarre Calcio    | Giarre (CT)                      | 4° in Eccellenza gir. B  |
| N.F.C. Orlandina      | Capo d'Orlando (ME)              | 17° in Serie D gir. I    |
| A.C. Palazzolo        | Palazzolo Acreide (SR)           | 11° in Eccellenza gir. B |
| S.S. Scordia          | Scordia (CT)                     | 3° in Promozione gir. D  |
| U.S. Spadaforese      | Spadafora (ME)                   | 6° in Eccellenza gir. B  |
| Sporting Mascalucia   | Mascalucia (CT)                  | 1° in Promozione gir. C  |
| Sporting Palagonia    | Palagonia (CT)                   | 9° in Eccellenza gir. B  |
| U.S. Tortorici        | Tortorici (ME)                   | 7° in Eccellenza gir. B  |

### Classifica
|  | Pos. | Squadra             | Pt | G  | V  | N  | P  | GF | GS | DR  |
|  | ---- | ------------------- | -- | -- | -- | -- | -- | -- | -- | --- |
|  | 1.   | Giarre              | 68 | 30 | 20 | 8  | 2  | 60 | 22 | +38 |
|  | 2.   | Comiso              | 55 | 30 | 16 | 7  | 7  | 53 | 34 | +19 |
|  | 3.   | Acicatena           | 52 | 30 | 15 | 7  | 8  | 37 | 27 | +10 |
|  | 4.   | Orlandina           | 47 | 30 | 13 | 8  | 9  | 35 | 23 | +12 |
|  | 5.   | Sporting Mascalucia | 47 | 30 | 14 | 5  | 11 | 35 | 35 | 0   |
|  | 6.   | Scordia             | 46 | 30 | 12 | 10 | 8  | 37 | 30 | +7  |
|  | 7.   | Due Torri           | 44 | 30 | 11 | 11 | 8  | 37 | 36 | +1  |
|  | 8.   | Aci Sant'Antonio    | 43 | 30 | 11 | 10 | 9  | 29 | 28 | +1  |
|  | 9.   | Tortorici           | 41 | 30 | 9  | 14 | 7  | 31 | 21 | +10 |
|  | 10.  | Palazzolo           | 41 | 30 | 12 | 5  | 13 | 29 | 35 | -6  |
|  | 11.  | Canicattini         | 37 | 30 | 10 | 7  | 13 | 34 | 45 | -11 |
|  | 12.  | Giarratana          | 36 | 30 | 10 | 6  | 14 | 40 | 47 | -7  |
|  | 13.  | Camaro              | 35 | 30 | 8  | 11 | 11 | 35 | 39 | -4  |
|  | 14.  | Sporting Palagonia  | 33 | 30 | 7  | 12 | 11 | 33 | 39 | -6  |
|  | 15.  | Belpasso            | 15 | 30 | 3  | 6  | 21 | 20 | 57 | -37 |
|  | 16.  | Spadaforese         | 13 | 30 | 2  | 7  | 21 | 27 | 54 | -27 |

Legenda:

      Giarre promosso in Serie D 2004-2005.

      Comiso ammesso ai play-off nazionali.

      Canicattini e Giarratana retrocessi in Promozione 2004-2005 dopo play-out.

      Belpasso e Spadaforese retrocessi in Promozione 2004-2005.

#### Spareggio per il 4º posto
| Squadra 1 | Risultato | Squadra 2           |
| --------- | --------- | ------------------- |
| Orlandina | 3 - 2     | Sporting Mascalucia |

#### Play-off
Semifinali
| Squadra 1 | Risultato | Squadra 2           |
| --------- | --------- | ------------------- |
| Comiso    | 2 - 1     | Sporting Mascalucia |
| Acicatena | 1 - 0     | Orlandina           |

Finale
| Squadra 1 | Risultato | Squadra 2 |
| --------- | --------- | --------- |
| Comiso    | 3 - 0     | Acicatena |

#### Play-out
| Squadra 1   | Risultato | Squadra 2          |
| ----------- | --------- | ------------------ |
| Canicattini | 0 - 2     | Sporting Palagonia |
| Giarratana  | 1 - 3     | Camaro             |